# 三井電気軌道
三井電気軌道株式会社（みいでんききどう）は、大正時代に福岡県の久留米市と朝倉郡甘木町（現・朝倉市）および八女郡福島町（現・八女市）を結ぶ私鉄を建設・運営した鉄道事業者・電気事業者である。
1912年（明治45年）設立で、1913年（大正2年）以降順次路線を建設した。1924年（大正13年）に西日本鉄道（西鉄）の前身の鉄道会社の一つである九州鉄道（2代目。以下同じ）に吸収合併された。路線は後の西鉄甘木線および西鉄福島線（1958年廃止）にあたる。

## 沿革

### 会社設立から全通まで
三井電気軌道は1912年（明治45年）4月23日、資本金100万円で福岡県三井郡北野町（2005年久留米市へ編入）に設立された。初代社長となった北野町の素封家で北野町長を務めた鈴木利十が中心となって設立したもので、前年1911年（明治44年）8月10日付で北野町から久留米市内（久留米駅前）・朝倉郡甘木町（現・朝倉市）・佐賀県三養基郡鳥栖町（現・鳥栖市）の3方向へ至る軌道敷設特許を取得し、さらに同年10月4日付で久留米市から八女郡福島町（現・八女市）へ至る区間の特許も取得していた。これらの路線は、計画当時に存在した国鉄二日市駅と甘木町を結ぶ朝倉軌道、羽犬塚駅と福島町を結ぶ南筑軌道とは別個に、筑後地方の中心都市である久留米市と甘木町・福島町を短距離で結ぶ電気鉄道を敷設することを目的としていた。
最初に着工されたのは福島線で、久留米市内の日吉町停留場から福島停留場までの7マイル56チェーン（12.39キロメートル）が1913年（大正2年）7月18日に開業した。路線の規格は軌間1,435ミリメートル・直流600ボルト電化である。続いて北野線が着工され、1915年（大正4年）10月17日に宮ノ陣 - 北野間の3マイル38チェーン（5.59キロメートル）も開業した。開通当初、両線は離れて立地しており連絡はなかった。1916年（大正5年）9月27日、福島線が日吉町停留場から先へ渕ノ上停留場まで1マイル15チェーン（1.91キロメートル）延伸され、筑後川の南まで達した。
1915年2月、初期から計画されていた兼営の電気供給事業が開業した。三井郡を中心に供給区域を広げ、短期間で発展、1917年ごろには先に開業した鉄道事業の収入に迫る収入をあげるようになった。
甘木までの延伸に際しては、第一次世界大戦による資材価格高騰の影響を受け建設費節約を目的に1917年（大正6年）1月に軌間914ミリメートルの非電化（蒸気運転）へと規格を落とす許可を受けた。しかし大戦後に他線区と同じ元の規格に戻し、1921年（大正10年）12月8日に北野 - 甘木間7マイル69チェーン（12.65キロメートル）の開業に漕ぎ着けた。最後に開通したのは両線を繋ぐ渕ノ上停留場から宮ノ陣停留場までの15チェーン（0.30キロメートル）で、1924年（大正13年）3月13日に開業し、これにて甘木から福島まで全線開通に至った。最後の区間は筑後川を渡る地点で、「新宮の陣橋」に併用軌道を敷設することで開業している。

### 九州鉄道への吸収合併
1924年4月12日、九州鉄道が後の西鉄天神大牟田線の一部にあたる福岡 - 久留米間を開通させた。このとき、九州鉄道線の宮ノ陣 - 久留米間にて三井電気軌道の路線との平面交差が生じた。交差地点には連動装置が設置されたものの、九州鉄道では両路線の連絡をより円滑にするには合併が望ましいと判断。これが理由の一つとなって1924年6月30日付（7月10日付合併登記）で九州鉄道は三井電気軌道を合併した。
鉄道輸送上の理由以外にも、三井電気軌道が三井郡を中心に展開する電気事業関連の事柄も合併の理由となった。その一つは、九州鉄道が不動産事業の展開を目指していた地域に三井電気軌道の供給区域があり、不動産業と電気事業の統一的運営が沿線開発の上で重要と考えたことによる。さらにもう一つ、三井電気軌道が1920年2月に九州水力電気と受電契約を締結したため、同社と競合会社でなおかつ九州鉄道の親会社である東邦電力（旧・九州電灯鉄道、元々三井電気軌道への電力供給を担当）が競合会社の割り込み阻止を図ったという事情もあった。合併比率は三井電気軌道（合併時資本金200万円）1に対して九州鉄道1.1で、合併の結果九州鉄道の資本金は220万円を加えて870万円となった。

### 年表
以下、いずれも『西日本鉄道百年史』（2008年）の巻末年表を出典とする。
- 1911年（明治44年）
  - 8月10日：発起人に対し北野町から久留米市京町・甘木町・鳥栖町の3方向へ至る路線の軌道敷設特許が下付される。
  - 10月4日：発起人に対し久留米市通町 - 福島町間の軌道敷設特許が下付される。
- 1912年（明治45年）
  - 4月23日：三井電気軌道株式会社設立[6]。
  - 8月10日：山川町山川 - 御井町旗崎間（現在はいずれも久留米市）の特許を取得（1915年2月2日失効）。
- 1913年（大正2年）
  - 4月23日：久留米市京町 - 同市洗町間の特許を取得（1915年4月22日失効）。
  - 7月18日：日吉町- 福島駅間12.4キロメートルの運輸営業開始。
- 1915年（大正4年）
  - 2月27日：電気供給事業開業[7]。
  - 4月27日：国分村西久留米 - 鳥飼村梅満間の特許を取得（翌年4月24日失効）。
  - 10月17日：宮ノ陣 - 北野間5.6キロメートルの運輸営業開始。
- 1916年（大正5年）
  - 9月27日：日吉町- 渕ノ上間1.9キロメートルの運輸営業開始。
- 1917年（大正5年）
  - 12月26日：1911年8月特許区間のうち未開業の宮ノ陣 - 鳥栖町間の特許失効。
- 1919年（大正8年）
  - 5月26日：国分村西久留米 - 鳥飼村梅満間の特許を再取得[8]。
- 1921年（大正10年）
  - 12月8日：北野 - 甘木間12.7キロメートルの運輸営業開始。
- 1922年（大正11年）
  - 9月25日：福島町 - 光友村谷川間の特許を取得[9]（1925年8月13日失効[10]）。
- 1923年（大正12年）
  - 2月19日：福島町 - 水田村船小屋間の特許を取得[11]（1935年6月30日起業廃止[12]）。
- 1924年（大正13年）
  - 3月13日：宮ノ陣 - 渕ノ上間0.3キロメートル運輸開始により甘木 - 福島間全通。
  - 6月30日：九州鉄道株式会社が三井電気軌道を合併[13]。
  - 7月10日：九州鉄道との合併登記。

## 路線

### 開業線
三井電気軌道の路線は甘木から宮ノ陣（現・宮の陣）を経て福島までを結んでいた。沿線市町村は、朝倉郡甘木町・馬田村（現・朝倉市）、三井郡本郷村・大堰村（現・大刀洗町）・金島村・大城村・北野町・宮ノ陣村（現・久留米市）、久留米市、三井郡国分村・上津荒木村（現・久留米市）、八女郡中広川村（現・広川町）・長峰村・福島町（現・八女市）。三井電気軌道時代の設置駅は以下の通り。
甘木 - 牛木 - 馬田 - 上浦 - 下浦 - 井堰 - 本郷 - 下本郷 - 大堰 - 染 - 安永 - 金島 - 高島 - 鏡 - 大城 - 二王丸 - 陣屋 - 中村 - 北野 - 中北野 - 明善寺 - 郡農会前 - 十郎丸 - 古賀茶屋 - 恋ノ段 - 富安 - 宮ノ陣学校前 - 五郎丸 - 将軍梅前 - 宮ノ陣 - 渕ノ上 - 櫛原 - 南薫 - 通外町 - 国道 - 寺町 - 通三丁目 - 蛍川 - 通五丁目 - 日吉町 - 広又 - 花畑 - 六軒屋 - 一丁田 - 特科隊前 - 八軒屋 - 上津荒木 - 二軒茶屋 - 野添 - 湯ノ楚 - 中広川 - 川瀬 - 古賀 - 吉田 - 福島
九州鉄道との合併により三井電気軌道の路線は同社の三井線（みいせん）となり、さらに1942年（昭和17年）の西鉄成立により西鉄三井線となったのち、1948年（昭和23年）に宮の陣 - 日吉町間が休止され（1952年廃止）路線が分断された。甘木 - 宮の陣間は甘木線に改称され現存する。日吉町 - 福島間は福島線に改称されたのち、1958年（昭和33年）に廃止された。

### 未成線
三井電気軌道では北野 - 鳥栖間のほか、久留米市周辺部に複数の路線の特許を有していたが、1917年（大正6年）までに失効した。また福島 - 水田村（現・筑後市）間および福島 - 光友村（現・八女市）間の路線の特許も取得していたが、九州鉄道合併後にいずれも失効している。特許取得線のうち合併後建設に至った区間として1919年（大正8年）に久留米市西部への延伸のため取得していた久留米市西町（旧三井郡国分村）から同市梅満へ至る区間があり、これは後に大川鉄道津福駅に接続するよう改められ、久留米 - 津福間（1932年12月開業）の建設に活用された。
このほか、三井電気軌道時代には甘木 - 上伊田（現・田川市）間や大隈町（現・嘉麻市） - 飯塚間に路線を建設する構想があり、並行路線となる両筑軌道との間で路線の買収契約も結んだが、いずれも九州鉄道への合併で実現せずに終わった。加えて九州鉄道は三井電気軌道の合併にあたって北野 - 端間間に軌道路線を建設するかバスを運行することと、九州鉄道が大牟田へ延伸する際に福島経由とすることを条件に掲示していたが、これもすべて実現していない。

## 電気供給事業
三井電気軌道の電気供給事業は、1912年（明治45年）5月に事業経営許可を受け、1915年（大正4年）2月27日に開業した。1921年（大正10年）6月末時点での供給区域は以下の通り。
- 福岡県三井郡
  - 小郡村・立石村・御原村・味坂村（現・小郡市）
  - 太刀洗村・本郷村・大堰村（現・大刀洗町）
  - 宮ノ陣村・北野町・弓削村・大城村・金島村（現・久留米市）
- 福岡県朝倉郡
  - 馬田村（現・甘木市）
  - 三輪町の一部（現・筑前町）
- 佐賀県三養基郡
  - 基里村の一部・田代村の一部（現・鳥栖市）

この供給事業は九州鉄道に引き継がれたのち、さらに西鉄に引き継がれたが、1943年（昭和18年）2月1日付で九州配電（九州電力の前身）へ譲渡されている。

## 輸送・収支実績
| 年度 | 乗客 （人） | 貨物量 （トン） | 営業収入 （円） | 営業費 （円） | 益金 （円） | その他益金 （円）       | その他損金 （円） | 支払利子 （円） |
| ---- | ----------- | --------------- | --------------- | ------------- | ----------- | ----------------------- | ----------------- | --------------- |
| 1913 | 258,786     | 245             | 11,364          | 7,748         | 3,616       |                         |                   |                 |
| 1914 | 454,714     | 1,748           | 37,012          | 15,304        | 21,708      | 利子918                 |                   | 2,379           |
| 1915 | 463,152     | 1,684           | 36,359          | 23,353        | 13,006      | 電気供給8,150利子1,286  | 電気供給4,118     |                 |
| 1916 | 603,408     | 2,354           | 48,043          | 30,781        | 17,262      | 副業35,770利子2,797     | 副業9,743         |                 |
| 1917 | 823,171     | 2,735           | 65,644          | 39,737        | 25,907      | 電気供給土地経営176,742 | 副業23,450        |                 |
| 1918 | 894,863     | 2,593           | 79,355          | 46,747        | 32,608      | 69,740                  | 37,566            |                 |
| 1919 | 805,642     | 3,491           | 110,360         | 58,857        | 51,503      | 82,288                  | 50,971            |                 |
| 1920 | 924,313     | 2,321           | 145,533         | 84,013        | 61,520      | 120,228                 | 53,746            |                 |
| 1921 | 997,033     | 2,183           | 161,934         | 117,426       | 44,508      |                         |                   |                 |
| 1922 | 1,554,557   | 17,758          | 268,140         | 133,955       | 134,185     |                         |                   |                 |
| 1923 | 1,545,264   | 10,543          | 259,653         | 154,437       | 105,216     | 160,504                 | 45,338            | 8,158           |

- 鉄道院年報、鉄道院鉄道統計資料、鉄道省鉄道統計資料各年度版